# Чувашинское
Чувашинское (каз. Чувашинское) — село в Байтерекском районе Западно-Казахстанской области Казахстана. Входит в состав Достыкского сельского округа. Был административным центром Чувашинского сельского округа до 2013 года. Код КАТО — 274473100.
Село расположено на берегу реки Чаган.

## Население
В 1999 году население села составляло 748 человек (373 мужчины и 375 женщин). По данным переписи 2009 года, в селе проживало 585 человек (292 мужчины и 293 женщины).

## История
Посёлок Чувашскинский входил в 1-й Уральский военный отдел Уральского казачьего войска.